# Basil van Rooyen
Basil van Rooyen (Johannesburg, Južnoafrička Republika, 19. travnja 1939.) je bivši južnoafrički vozač automobilističkih utrka.

## Rezultati u Formuli 1
| Sezona | Sudionik    | Šasija      | Motor               | Gume | Utrke | Pobjede | Podiji | Bodovi | Plasman |
| ------ | ----------- | ----------- | ------------------- | ---- | ----- | ------- | ------ | ------ | ------- |
| 1968.  | John Love   | Cooper T79  | Climax FPF 2.8 L4   | F    | 1     | -       | -      | 0      | –       |
| 1969.  | Team Lawson | McLaren M7A | Cosworth DFV 3.0 V8 | D    | 1     | -       | -      | 0      | –       |